# Farlowella odontotumulus
Farlowella odontotumulus är en fiskart som beskrevs av Michael E. Retzer och Page, 1997. Farlowella odontotumulus ingår i släktet Farlowella och familjen Loricariidae. Inga underarter finns listade i Catalogue of Life.